# Reino de Nepal
El Reino de Nepal, situado en el Himalaya, era el último reino hindú del mundo hasta el 28 de mayo de 2008, cuando fue declarado Estado socialista tras su derrota en la guerra civil de 1996 a 2006.

## Historia

### Monarquía, democracia y guerrilla comunista
La dinastía Shah fue suspendida en 1846, cuando Jang Bahadur Rana tomó el control del país tras asesinar a varios cientos de príncipes y jefes en la masacre del Kot (palacio de arsenal) de Katmandú. Los Rana (casi todos Maharajás de Lambjang y Kaski) gobernaron como primeros ministros hereditarios hasta 1948, cuando la colonia británica logró la independencia. India propuso al rey Tribhuvan como nuevo gobernador de Nepal en 1951 y patrocinó al Partido del Congreso Nepalí. El hijo de Tribhuvan, el rey Mahendra, disolvió el experimento democrático y declaró un sistema panchayat (sin partidos) que gobernaría Nepal. Su hijo, el rey Birendra heredó el trono en 1972 y continuó con la política panchayat hasta que la "Jana Andolan" de 1989 (Movimiento Popular o Movimiento Democrático) forzó a la monarquía a aceptar las reformas constitucionales. En mayo de 1991, Nepal tuvo sus primeras elecciones en casi 50 años. El Partido del Congreso Nepalí y el Partido Comunista de Nepal (Marxista-Leninista Unificado) recibieron la mayor cantidad de votos. Ningún partido ha tenido el poder por más de dos años consecutivos. Los críticos argumentan que las reformas gubernamentales no mejoraban apreciablemente el orden político, ya que el nuevo gobierno estaba caracterizado también por la extrema corrupción bordeando la cleptocracia.
En febrero de 1996, el Partido Comunista de Nepal inició una insurrección armada para reemplazar el estado feudal por un régimen comunista de tendencia maoísta.

### 2001, Masacre a la familia real
Según el relato de oficiales gubernamentales de Nepal, el 1 de junio de 2001, el príncipe heredero Dipendra, tras una salida nocturna, mató (según algunos testigos el príncipe mostraba signos de embriaguez) a sus padres, el rey Birendra y la reina Aishwarya, en el palacio real de Narayanhity (en una respuesta violenta al rechazo de los mismos a aceptar su elección de esposa, Devyani Rana) así como a su hermano, hermana, dos tíos y tres tías, antes de ponerse el arma en la sien. Sin embargo, su intento de suicidio no fue inmediatamente efectivo, y aunque cayó en estado de coma, fue proclamado rey (según la tradición nepalesa) en su cama del hospital. Murió tres días más tarde. Tras la muerte del rey Dipendra, su tío (el hermano del rey Birendra), Gyanendra, fue proclamado rey el 4 de junio de 2001.
Poco tiempo después el nuevo monarca declaró la Ley marcial y disolvió el gobierno. Gyanendra desplegó al ejército de Nepal en la guerra civil contra los insurgentes maoístas, el Partido Comunista Unificado de Nepal (Maoísta), que llevaba más de cinco años intentando el derrocamiento del gobierno y el establecimiento de un gobierno similar al de la República Popular China. El 80% del territorio nepalí estaba controlado por las guerrillas maoístas.

## Gobierno y política
Hasta el año 1990, este pequeño estado de Asia era una monarquía absoluta, bajo el control exclusivo del Rey de Nepal. En ese año, el rey Birendra inició un proceso de largas reformas políticas estableciendo un sistema de monarquía parlamentaria, donde el cargo de jefe de Estado era ejercido por el rey, mientras que el jefe de gobierno era el primer ministro.
Se estableció un sistema bicameral, con una Cámara de Representantes y un Consejo Nacional. La Cámara de Representantes estaba conformada por 205 miembros elegidos por votación popular, mientras que el Consejo Nacional estaba compuesto por 60 personas, de las cuales 10 eran designados por el rey, 35 por la Cámara de Representantes y los 15 restantes por un colegio electoral conformado por representantes de los pueblos y villas del reino. La legislatura dura un periodo de cinco años, pero puede ser disuelta por el rey antes de cumplir su periodo. Pueden votar los hombres y mujeres mayores de 18 años.
El Poder ejecutivo nepalí comprende al Rey y al Consejo de Ministros (el gabinete). Por ser un sistema parlamentario, el líder del partido político que obtuviese más sillas en el Parlamento es designado primer ministro. El resto del gabinete es designado por el rey, con la recomendación del primer ministro.
El Poder Judicial tiene a la cabeza la Sarbochha Adalat (Corte Suprema) y bajo ella cortes de apelaciones y juzgados de paz. El presidente de la Corte Suprema es designado por el rey, con el consejo del Consejo Constitucional, y los miembros de los tribunales inferiores por el monarca con el consejo del Comité Judicial.
El Partido del Congreso de Nepal creado en los años 40, es el partido más antiguo de Nepal. Los otros partidos mayoritarios son el Partido Comunista de Nepal (Marxista-Leninista Unificado), una escisión de este último, el Partido Comunista de Nepal (Marxista-Leninista), y el realista Partido Nacional Democrático. La vida de los gobiernos en Nepal ha tendido a ser bastante corta. El sistema ha demostrado ser inestable, ya que ningún gobierno ha durado más de dos años sin que colapse por conflictos internos o por disolución real. El año 2005 el primer ministro Sher Bahadur Deuba y otros ministros del gabinete fueron puestos bajo arresto domiciliario, mientras que el rey Gyanendra disolvió el parlamento y declaró el estado de emergencia que duró hasta abril. En agosto del 2005 Deuba fue encarcelado después de que una Comisión Real lo encontrara culpable de corrupción. En septiembre del mismo año, el Gobierno anunció, a través de un comunicado, la postergación de las elecciones generales por dos años.
Porciones significativas de Nepal están siendo ganadas por la rebelión. Los maoístas expulsan a los representantes de los partidos  próximos del poder, expropian a los "capitalistas" locales e implementan sus propios proyectos de desarrollo. También administran sus propias prisiones y tribunales. Además de las medidas coercitivas, la guerrilla está reforzando su presencia debido a su popularidad entre importantes sectores de la sociedad nepalesa, en particular las mujeres, los intocables y las minorías étnicas. Así, se elimina la discriminación de casta, las mujeres reciben los mismos derechos de herencia que los hombres y se prohíben los matrimonios forzados. Además, los maoístas dispensan gratuitamente cuidados de salud y dan cursos de alfabetización.
En abril del año 2006, después de grandes y masivas protestas populares en la capital y en las demás ciudades en contra de la política del Rey, los siete partidos políticos nepaleses rechazaron el proyecto del rey acerca de multipartidismo. El 21 de abril, como resultado del descontento popular, el Rey Gyanendra declaró que el poder le será restituido al pueblo. Las protestas continuaron, y el 24 de abril Gyanendra anunció que restituía el parlamento. Ello llevó a que la alianza opositora finalizara las protestas y eligiera a Girija Prasad Koirala, presidente del congreso, como su candidato a primer ministro. Los maoístas rechazaron el acuerdo en un primer momento, anunciando que continuarían con las protestas, pero el 26 de abril levantaron el bloqueo de las carreteras con la exigencia de que los partidos políticos iniciaran la creación de una asamblea constituyente en su siguiente reunión.
En mayo del mismo año, fueron retiradas los cargos de terrorismo contra los miembros del Partido Comunista de Nepal (Maoísta), y se cursó a la Interpol la petición de anulación de las órdenes de arresto internacional contra los miembros del partido.
El 24 de diciembre de 2007, un acuerdo entre los diversos partidos políticos de Nepal acordaron que la monarquía del país sería abolida por parte de la Asamblea constitucional que se reuniría en 2008.